# Старорябкинське сільське поселення
Староря́бкинське сільське поселення (рос. Старорябкинское сельское поселение) — муніципальне утворення у складі Краснослободського району Мордовії, Росія. Адміністративний центр — село Стара Рябка.
Станом на 2002 рік існували Новозубарьовська сільська рада (село Нове Зубарьово) та Старорябкинська сільська рада (села Мордовські Полянки, Стара Рябка, присілки Нагорне Шеніно, Рябкинський Завод).
27 листопада 2008 року ліквідоване Новозубарьовське сільське поселення (село Нове Зубарьово) увійшло до складу Старорябкинського сільського поселення.

## Населення
Населення — 558 осіб (2019, 662 у 2010, 747 у 2002).

## Склад
До складу поселення входять такі населені пункти:
| Населений пункт          | Населення, осіб (2002) | Населення, осіб (2010) |
| ------------------------ | ---------------------- | ---------------------- |
| Мордовські Полянки, село | 115                    | 107                    |
| Нагорне Шеніно, присілок | 17                     | 11                     |
| Нове Зубарьово, село     | 219                    | 182                    |
| Стара Рябка, село        | 243                    | 223                    |
| Шапкино, присілок        | 153                    | 139                    |